# Franse grondwet van 1791

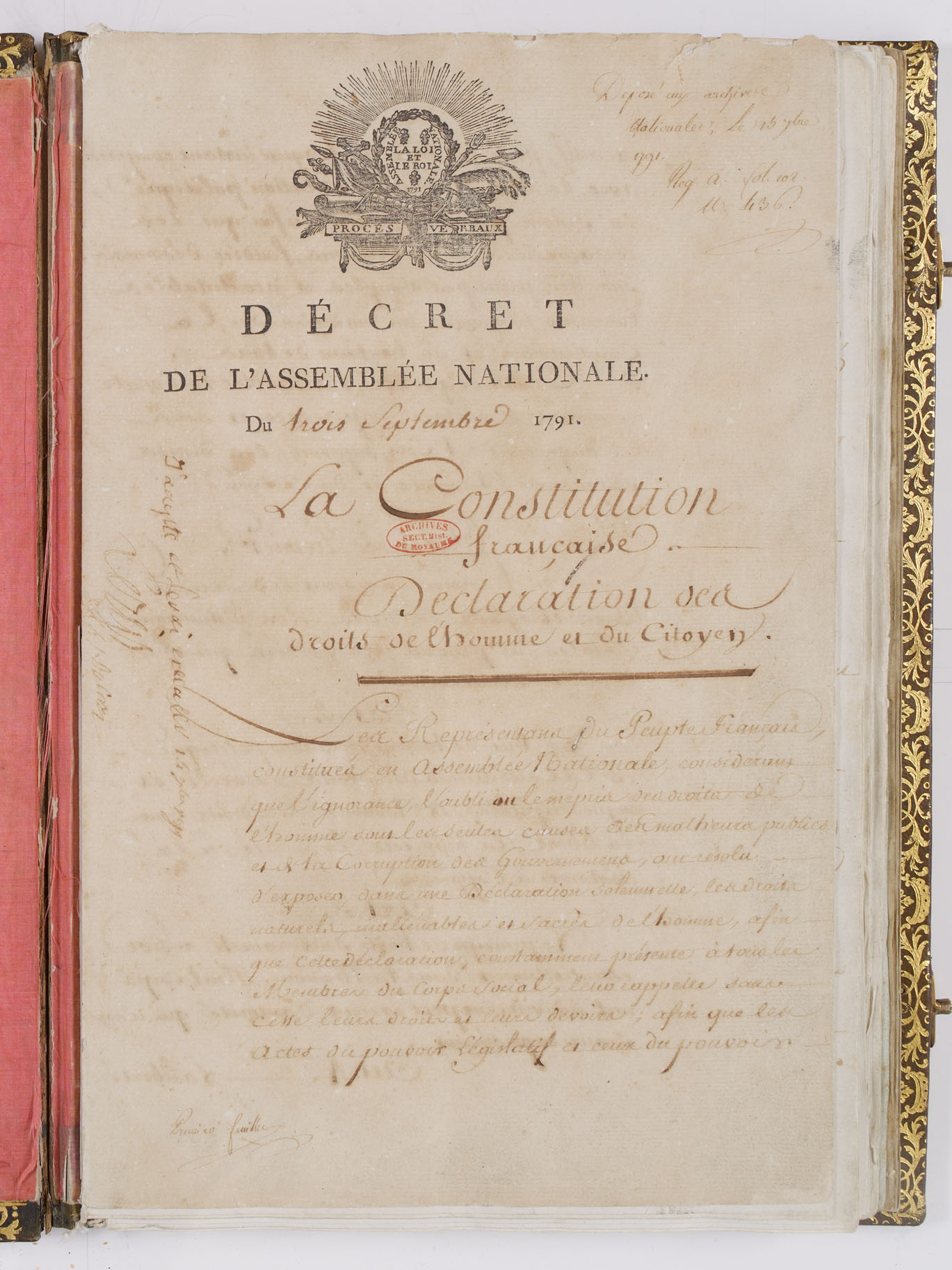
Eerste bladzijde van het ondertekende exemplaar van de grondwet ("J'accepte et ferai exécuter" get. "Louis")

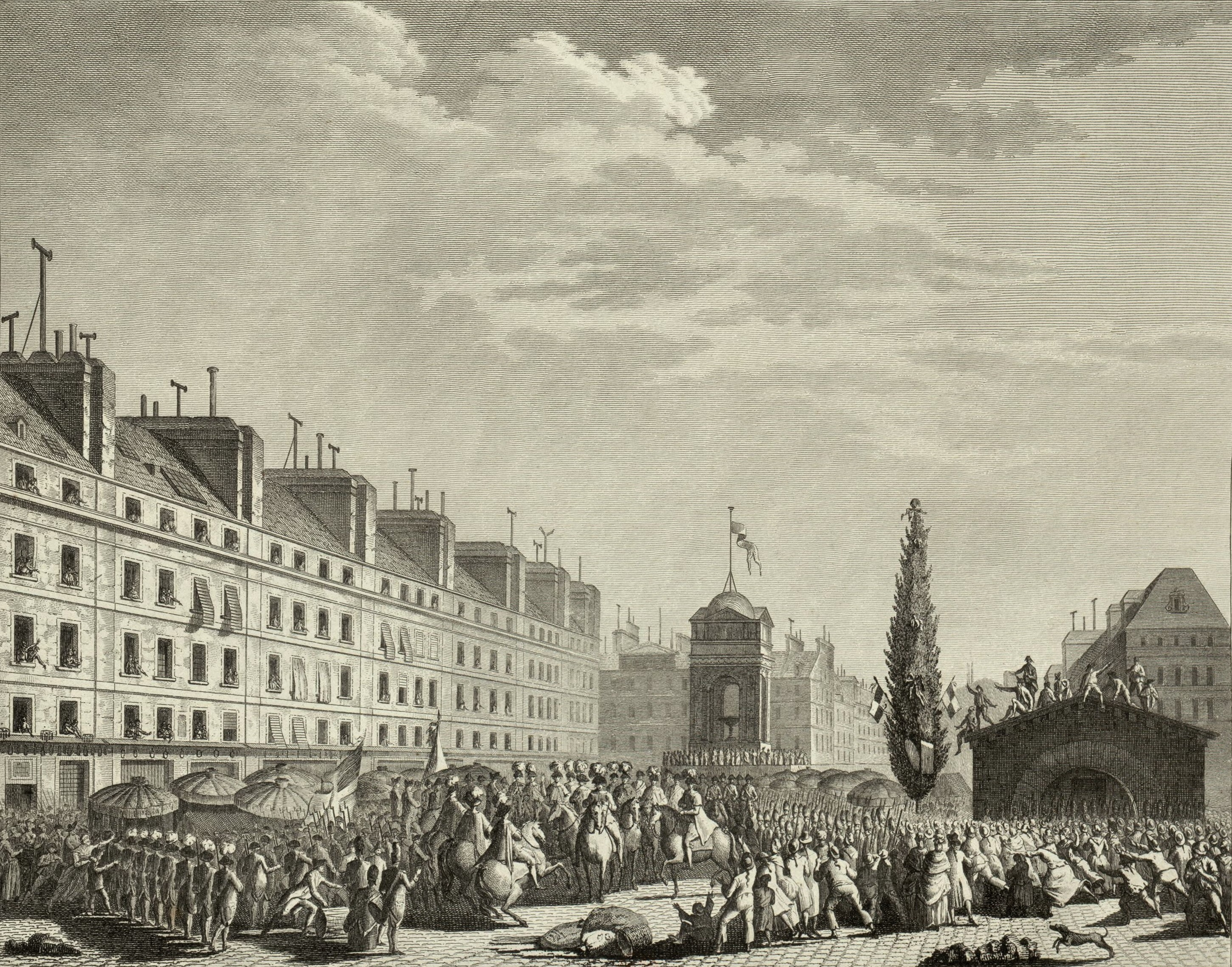
Proclamatie van de grondwet op 18 september 1791 op de Marché des Innocents, met planting van een vrijheidsboom (Jean-Louis Prieur, Tableaux historiques de la Révolution française, 1802)

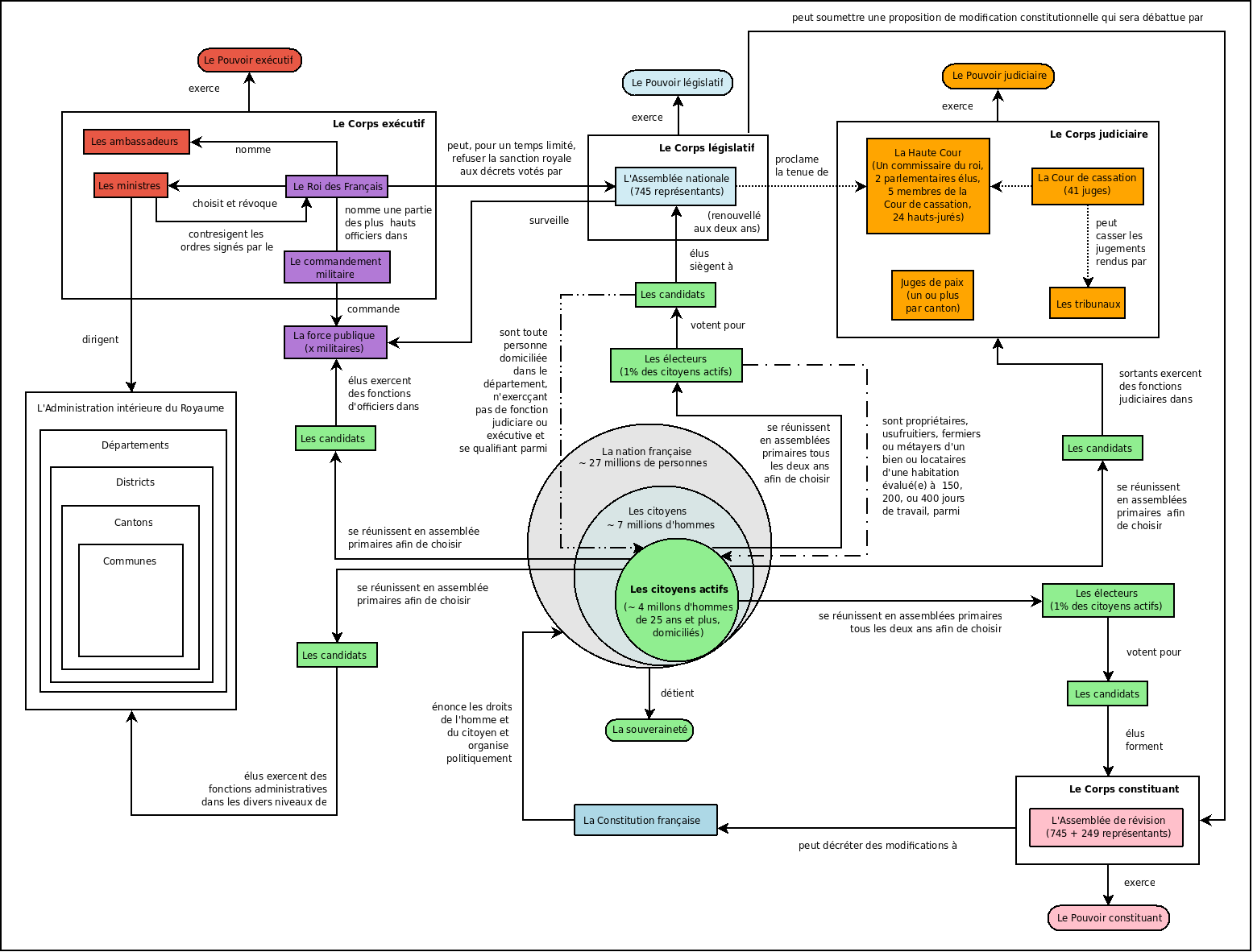
Schema van het grondwettelijk bestel (Frans)

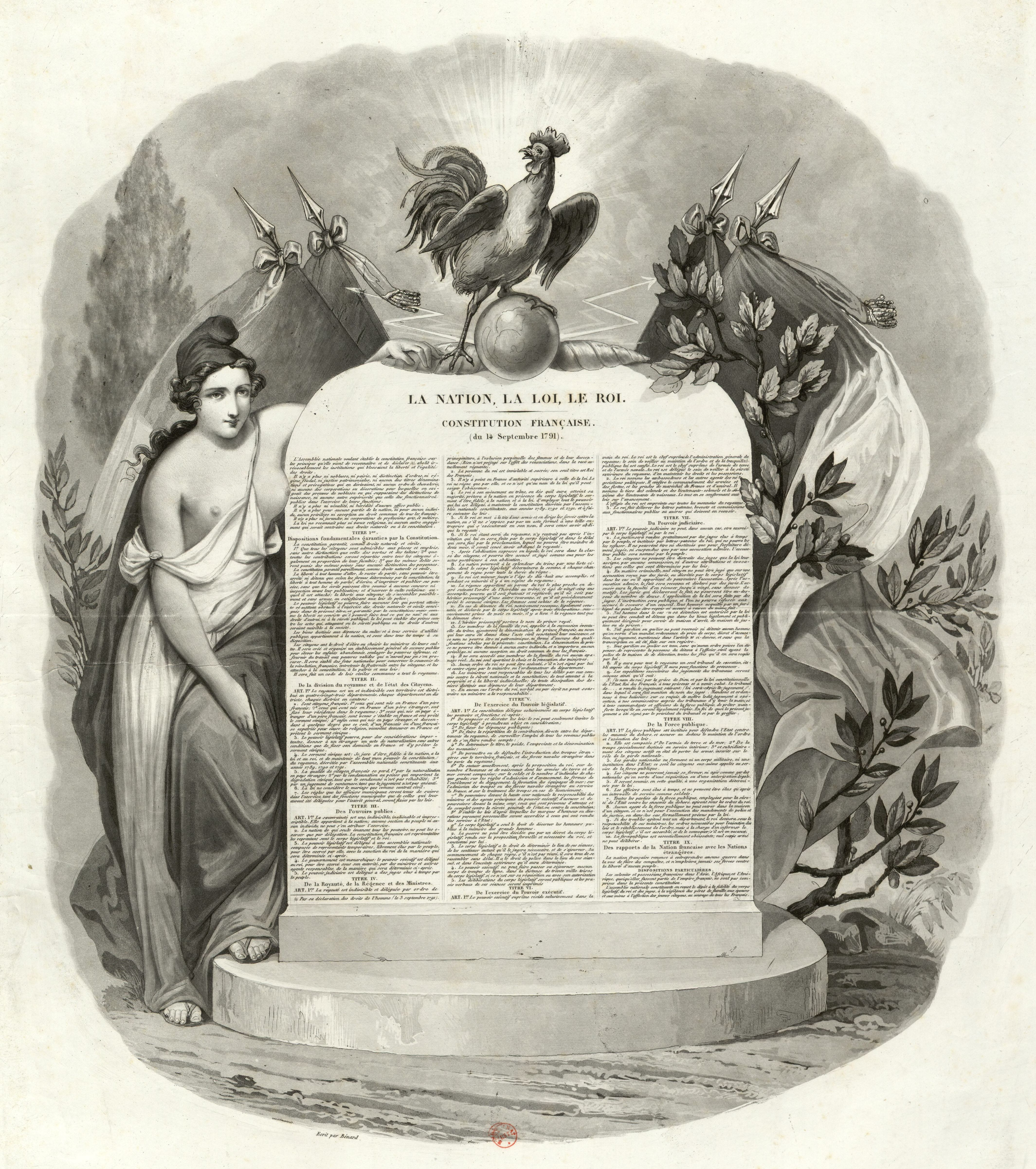
Affiche

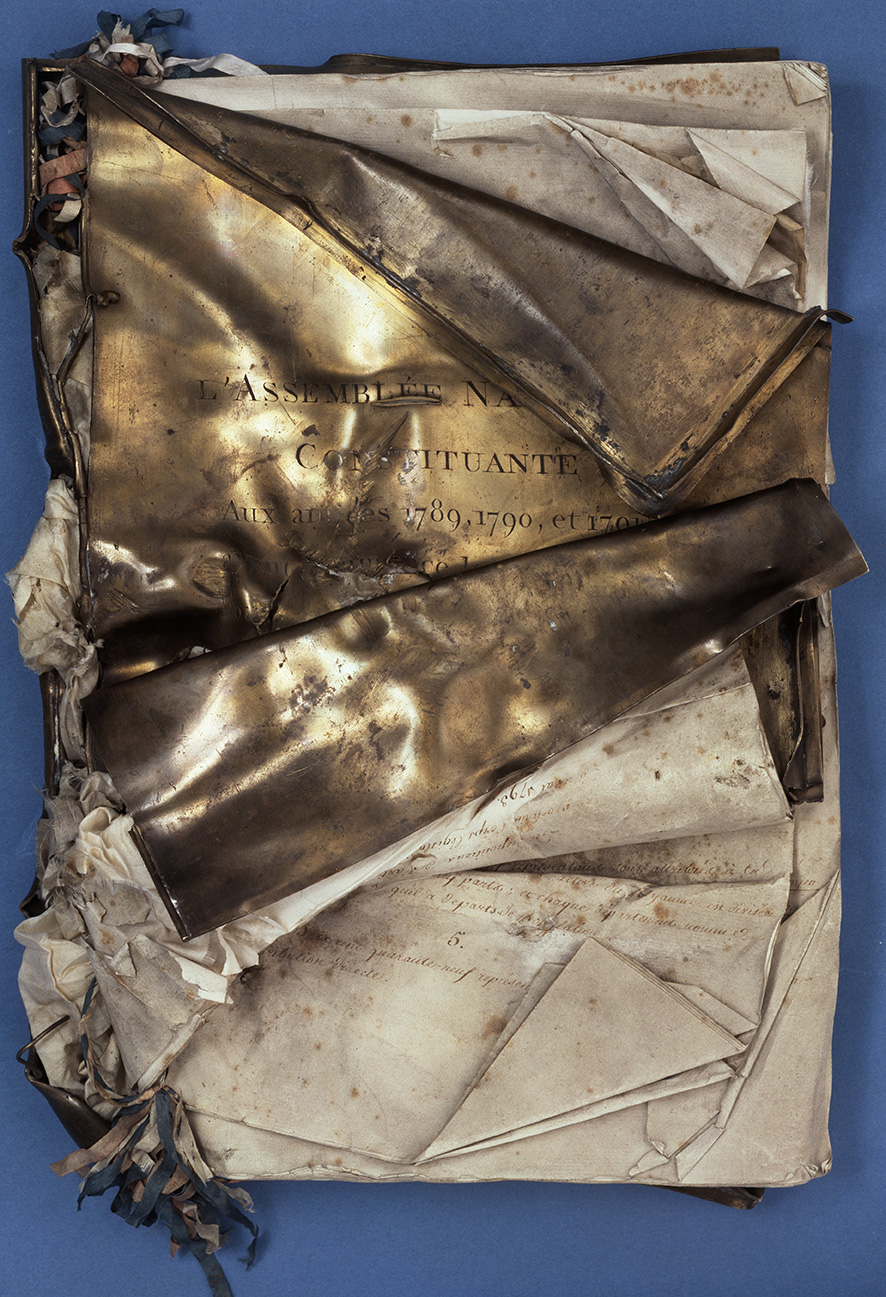
Dit exemplaar van de grondwet werd op 5 mei 1793 officieel vernield.

De Franse grondwet van 1791 was de eerste geschreven grondwet van Frankrijk. Ruim twee jaar na het uitbreken van de Franse Revolutie bevestigde hij de overgang van een absolute naar een constitutionele monarchie. Hij legde de soevereiniteit bij de natie en voorzag in scheiding der machten en verkiezingen van wetgevers en rechters, zij het door middel van cijnskiesrecht voor mannen. In essentie was het een liberale tekst die de standenmaatschappij uitwiste om de gezeten burgerij in het zadel te helpen. Hoewel hij geen expliciete politieke en sociale rechten toekende aan vrouwen, slaven en armen, creëerde hij op dat moment het meest inclusieve en participatieve systeem in de wereld. Bij de bestorming van de Tuilerieën op 10 augustus 1792 werd de koning geschorst en kon de constitutie niet meer degelijk functioneren. Ze werd vervangen door de republikeinse, meer democratische grondwet van 1793, die door een uitzonderingstoestand nooit is toegepast, en door de grondwet van het Directoire in 1795. Hoewel hij slechts kort van kracht was, heeft de grondwet van 1791 nog lang daarna doorheen de wereld invloed gehad, onder meer op de Belgische grondwet.

## Totstandkoming
Uit de op 5 mei 1789 bijeengekomen Staten-Generaal ontstond op 17 juni de Nationale Vergadering, die op 20 juni haar grondwetgevende ambities uitsprak in de Eed op de Kaatsbaan: het land moest op een nieuwe basis worden gegrondvest. Op 6 juli stelde de Nationale Vergadering een comité de constitution aan en op 9 juli riep ze zich uit tot constituante. De centrale figuur in de totstandkoming was abbé Sieyès, die het conceptuele apparaat aanleverde. Hij publiceerde in juli 1789 zijn Préliminaire de la Constitution.
In de achtkoppige grondwetscommissie zaten, conform de algemene verhoudingen, twee geestelijken (aartsbisschop Champion de Cicé en bisschop Talleyrand), twee edelmannen (graaf Stanislas de Clermont-Tonnerre en graaf Gérard de Lally-Tollendal) en vier leden van de derde stand (Mounier, Sieyès, Bergasse en Le Chapelier). Hun werk werd in schijfjes aangenomen door de Nationale Grondwetgevende Vergadering. Reeds op 26 augustus nam deze de Verklaring van de rechten van de mens en de burger aan, die de preambule zou worden van de Grondwet van 1791.
Daarna concentreerde de discussie zich op de macht van de koning, zijn wetgevend vetorecht en het mono- of bicameralisme. De grondwetscommissie stelde op 10 september een tweekamerstelsel voor, maar de Vergadering stemde 849 tegen 89 voor één kamer. De volgende dag werd ook het voorstel van de grondwetscommissie voor een absoluut veto afgewezen en koos de Vergadering met 673 tegen 325 voor een opschortend veto, weliswaar met een hoge drempel om het te overrulen. Het comité de constitution nam daarop ontslag en werd op 13 september opnieuw samengesteld. De nieuwe namen waren Thouret (voorzitter en rapporteur), Target, Démeunier en Rabaud Saint-Étienne, terwijl Sieyès, Talleyrand, Lally-Tollendal en Le Chapelier op post bleven.
Op 1 oktober werden de goedgekeurde constitutionele decreten geconsolideerd in de Articles de Constitution. Deze rudimentaire grondwet van negentien artikelen werd tijdens de Mars op Versailles door koning Lodewijk XVI node aanvaard, samen met de grondrechtenverklaring.
Vervolgens ging het grote debat over de politieke rechten. Thouret rapporteerde op 29 september namens de grondwetscommissie een voorstel om de cijns zodanig te stellen dat 4,4 miljoen van de 26 miljoen Fransen stemrecht zouden krijgen. Dit zou worden bereikt door het voor te behouden aan wie drie daglonen belastingen betaalde. Democraten als Robespierre, Grégoire en Marat weerden zich heftig voor algemeen stemrecht, maar ze waren een kleine minderheid. Op 22 oktober keurde de Grondwetgevende Vergadering de voorwaarden voor stemrecht goed. De week erna, op 29 oktober, werd een hoge drempel voor passief kiesrecht vastgesteld: enkel wie één zilvermark aan directe contributies betaalde én grond bezat, kon verkozen worden in het parlement. Deze voorwaarden werden overgenomen en verder uitgewerkt in de kieswet van 22 december.
In 1790 vorderde het grondwetgevende werk trager. In september werd een comité de révision (herzieningscommissie) opgericht, met Antoine Barnave, Adrien Duport en Charles de Lameth. Ze had tot taak uit te klaren welke beslissingen van de Nationale Vergadering constitutioneel van aard waren geweest en welke niet, want het verschil was niet altijd duidelijk. Ook werden bepaalde decreten aangepast. In deze periode domineerden de feuillanten het parlementaire werk. Ze sleepten koninklijke bevoegdheden uit de wacht inzake de benoeming van ministers, ambassadeurs en militaire bevelhebbers.
Op 5 augustus 1791 presenteerde Thouret namens het comité de constitution en het comité de révision een conceptgrondwet op basis van de goedgekeurde en aangepaste decreten. Sommigen wilden de constitutie nog verder doen evolueren, maar op 3 september werd een motie aangenomen dat ze volledig was gefinaliseerd.
Ondertussen had de mislukte Vlucht naar Varennes in juni een politieke bom onder de constitutie gelegd, want onmiskenbaar had Lodewijk XVI daarmee laten blijken dat hij zijn nieuwe rol niet zag zitten. Omgekeerd werd het republicanisme onder de gedeputeerden sterker. Ze hadden het koninklijke recht om wetten te bekrachtigen voor onbepaalde tijd opgeschort en toevertrouwd aan de minister van Justitie. Dit had tot gevolg dat ook de grondwet geen bekrachtiging behoefde. Lodewijk XVI mocht enkel zijn aanvaarding of afwijzing uitspreken, met dien verstande dat hij in het laatste geval niet de grondwet zelf zou treffen, maar enkel zijn eigen koninklijke rol daarin.
Nadat een delegatie van zestig gedeputeerden hem het document zonder omhaal van woorden had bezorgd, deelde hij op 13 september schriftelijk zijn acceptatie mee. De volgende dag bevestigde hij dat in de Nationale Grondwetgevende Vergadering en zwoer hij getrouwheid en instandhouding van de grondwet. Hij werd bij wet afgekondigd en gepubliceerd. Daarmee nam de opschorting van Lodewijks bekrachtigingsrecht een einde en kon de constitutie beginnen functioneren zoals voorzien. Op 30 september hief de Nationale Grondwetgevende Vergadering zichzelf op en maakte ze plaats voor de Wetgevende Vergadering. De verwachting dat de Revolutie daarmee was beëindigd, zou ijdel blijken.

## Inhoud
De grondwet, die gold in het Franse koninkrijk maar niet in de koloniën van het empire, bestond uit een preambule met de Verklaring van de rechten van de mens en de burger, gevolgd door 209 artikelen. Het staatsbestel waaraan hij vorm gaf, was gestoeld op de soevereiniteit van de natie. Aan het hoofd van de staat stonden de Nationale Wetgevende Vergadering en de Koning der Fransen, die beiden de natie vertegenwoordigden.
De Wetgevende Vergadering bestond uit één kamer, verkozen voor een legislatuur van twee jaar. Haar 745 leden werden aangeduid door getrapte verkiezingen: actieve burgers kwamen samen in primaire vergaderingen om kiesmannen te verkiezen, die vervolgens per departement stemden op de gedeputeerden. De Wetgevende Vergadering was permanent en kon niet worden opgeschort. Ze had de bevoegdheid wetten te maken, de belastingen en overheidsuitgaven vast te stellen, en het monetair beleid te voeren. De wetgevende macht deelde ze met de koning. De Vergadering had weliswaar het initiatief-, deliberatie- en goedkeuringsrecht, maar de koning kon een gestemde wet tegenhouden door zijn bekrachtiging te weigeren. Dit vetorecht werkte opschortend en hield op uitwerking te hebben wanneer de wet door drie opeenvolgende legislaturen werd aangenomen.
Het koningschap was erfelijk volgens het mannelijk eerstgeboorterecht. De Koning der Fransen zwoer getrouwheid aan de wet en de natie. Hij was dus conceptueel ondergeschikt aan de wet, maar tegelijk sacraal en onschendbaar. Om op te treden moest hij gedekt zijn door een minister. Hij benoemde en ontsloeg zijn regering en stond aan het hoofd van de administratie, de diplomatie en het leger. Over oorlog en vrede had hij het initiatiefrecht, maar de eindbeslissing kwam toe aan de Wetgevende Vergadering. Financieel beschikte hij over een civiele lijst. Wanneer hij zich aan het hoofd stelde van buitenlandse legers, of emigreerde en weigerde terug te keren, werd hij verondersteld te zijn afgetreden.
De scheiding der machten werd gecompleteerd door een onafhankelijke rechterlijke macht, met aan het hoofd een Tribunaal van cassatie. Alle rechters werden verkozen. Zij mochten de wet niet interpreteren, maar moesten de wetgever in geval van twijfel via een "référé législatif" om uitleg vragen. Een Hooggerechtshof (Haute Court) nam kennis van strafzaken tegen ministers en andere politiek delicate geschillen.
Het burgerschap en de eraan gekoppelde rechten waren opgevat als universeel, maar enkel mannen boven de 25 jaar konden deze rechten ook uitoefenen. Binnen deze laatste groep, die ongeveer 7 van de 26 miljoen Franse inwoners telde, werd verder onderscheid gemaakt voor de politieke rechten. Wie geen drie daglonen belasting betaalde of wie werkte als huispersoneel (ongeveer 2,7 miljoen mensen), was een passieve burger die bescherming van zijn persoon, eigendom en vrijheid genoot, maar zonder politieke rechten (citoyen passif). Het stemrecht in de primaire vergaderingen was voorbehouden aan de actieve burgers (citoyens actifs), die in 1791 met 4,3 miljoen waren (61 % van de mannen en 15 % van de hele populatie). De derde en hoogste gradatie waren de citoyens électeurs, die een nog hoger welstandsniveau hadden. Zij waren verkiesbaar tot kiesman.
De grondwet van 1791 vestigde ten slotte de superioriteit van de constitutionele normen. Deze werd niet beschermd door een rechterlijke grondwettigheidstoetsing, maar bleek uit de moeilijke herzienbaarheid van de grondwet. Sieyès meende dat hij met het onderscheid tussen constituerende en geconstitueerde macht een nieuw concept had bedacht.

## Wetenswaardig
De proclamatie van de grondwet op 18 september was voor Lallemand de Sainte-Croix het sein om met zijn montgolfière op te stijgen van de Champs-Elysées voor een tocht die hem zou brengen naar Provins. Terwijl hij op kippenboutjes peuzelde en wijn dronk, wierp hij exemplaren van de grondwet uit over het hele land.

## Voetnoten
1. ↑  Peter McPhee, Liberty or Death. The French Revolution, 2017, p. 142
2. ↑  Jean-Louis Halpérin, Histoire des droits en Europe, 2004, p. 42. ISBN 2081520966
3. ↑  Préliminaire de la Constitution françoise. Reconnoissance et exposition raisonnée des droits de l'homme & du citoyen
4. ↑  Décret du 22 décembre 1789 relatif à la constitution des assemblées primaires et des assemblées administratives
5. ↑  Het latere onderscheid met volkssoevereiniteit dat soms is geconcipieerd, is weinig vruchtbaar gebleken en werd in elk geval door de revolutionairen zelf niet gemaakt.